# Insaculación
Se denomina insaculación (lat. in y sacculum, saquito) al procedimiento de elegir alcaldes, regidores y otros oficiales de justicia y de gobierno poniendo en un saco, bolsa o cántaro ciertas bolillas o cédulas, para un sorteo. Los elegidos resultan desinsaculados.
En las bolas figuran los nombres de las personas capaces y después de haberlas mezclado bien se sacan al azar las necesarias para que aquellos sujetos, cuyos nombres figuran en ellas, sirvan a los empleos o cargos que se trataba de proveer. Este sistema pretende asegurar que todas las partes interesadas y competentes tienen igual oportunidad de desempeñar cierto cargo público. Además, el hecho de que uno sea elegido por sorteo minimiza el faccionalismo desde que no tiene sentido hacer promesas para ganarse a los grupos clave, las elecciones, por contraste incentivan esto.
La insaculación es sólo una de las maneras prácticas de realizar por sorteo la elección ciega de una o más personas para los correspondientes puestos o responsabilidades. Como tal, es una de las variantes de los procedimientos que se emplean en la estococracia o demarquía. Este es un sistema de gobierno, de concepto mucho más amplio que la mecánica procedimental por medio de la cual se determina a cada funcionario. En efecto, la estococracia o demarquía es una forma de democracia sin partidos políticos ni elecciones, en la cual los cargos de gobierno se determinan estableciendo arbitrariamente un número de documento, o bien por sorteo de algún número, o bien por sorteo o imposición de fechas de nacimiento o de cualquier otro rasgo que permita conformar una muestra matemáticamente representativa de la población, la que será gobernada por los individuos así determinados. La demarquía puede incluir, pues, en su mecánica el procedimiento de (des)insaculación, pero este también puede utilizarse para otros fines que no impliquen esa forma de gobierno: por ejemplo, para fusilar a los desinsaculados, o para hacerles prestar un servicio (labranza, u otro); e incluso para decidir el acceso a un medio escaso, como los botes salvavidas en caso de naufragio.
En la democracia ateniense, la insaculación fue el método tradicional y principal para la selección de oficiales políticos y su uso es referido como la principal característica de la democracia.
Hoy, la insaculación es comúnmente usada para selecionar posibles miembros de un jurado en sistemas legales basados en derecho anglosajón y a veces usada para formar grupos ciudadanos con poder de asesoramiento político.

## Historia

### Antigua Atenas -sigloVIa.C.
La democracia ateniense se desarrolló en el siglo VI a. C. a partir de lo que en ese momento se llamaba isonomía (Igualdad de ley y derechos políticos). La insaculación se desarrolló como la manera principal de lograr equidad. Fue utilizada para elegir la mayor parte de los magistrados para sus comités gubernamentales y para sus jurados (típicamente de 501 hombres). Aristóteles se refirió a la igualdad y democracia:
La democracia surge de la idea de que aquellos que son iguales en cualquier aspecto, son iguales absolutamente. Todos son igualmente libres, por lo tanto, afirman que todos son absolutamente libres... Lo siguiente es cuando los demócratas, con el argumento de que todos son iguales, reclaman la misma participación en todo.

Se acepta como democrático cuando los cargos públicos se asignan por sorteo; y como oligárquico cuando se llenan por elección.

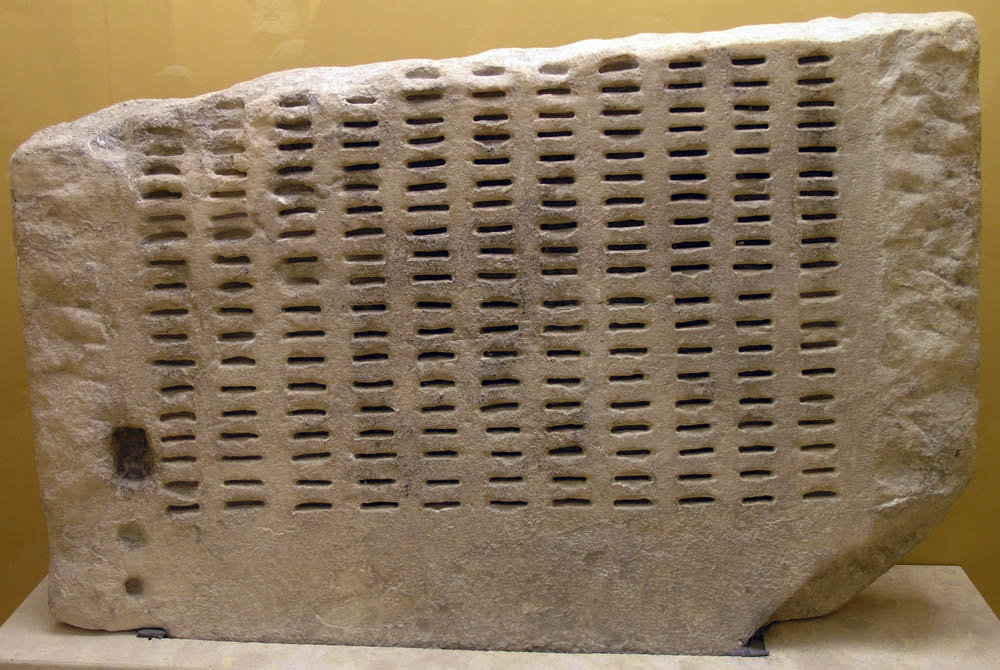
Un kleroterion en el Museo del Antiguo Agora (Atenas)

En Atenas, la "Democracia" (cuyo significado literal es "gobernado por el pueblo") estaba en oposición a quienes apoyaban un sistema oligárquico (gobernado por unos pocos). La democracia ateniense fue caracterizada por ser dirigida por "muchos" (la gente común) que fueron asignados por sorteo en los comités que dirigían el gobierno.Tucídides dice que Pericles en su Oración Funeral hace el siguiente punto: "Es administrado por muchos en lugar de unos pocos; es por eso que se llama democracia."
Los atenienses creían que la insaculación era democrática, no las elecciones y usaban complejos procedimientos para que las máquinas especialmente diseñadas para el sorteo (Kleroterion) para evitar que prácticas corruptas usadas por los oligarcas los llevaran al poder. De acuerdo al autor Mogens Herman Hansen la corte ciudadana era superior a la asamblea porque los miembros sorteados hacían un juramento que los ciudadanos comunes en la asamblea no hacían y, por ello, esta corte podía anular las decisiones de la asamblea.
Tanto Aristóteles como Heródoto (uno de los primeros en escribir sobre la democracia) enfatizan la selección por sorte como una prueba de la democracia. "El gobierno del pueblo tiene el nombre más justo de todos, igualdad (isonomia) y no hace de lo que una monarquía hace. Los puestos se determinan por sorteo, el poder se ejerce con responsabilidad y las deliberaciones son conducidas en público"
Los estudiosos solían sostener que la insaculación tenía raíces en el uso del azar para adivinar la voluntad de los dioses, pero este punto de vista ya no es común entre ellos. En la mitología griega antigua, Zeus, Poseidon y Hades usaron la insaculación para determinar quien gobernaría sobre cada dominio. Zeus consiguió el cielo, Poseidón el mar y Hades el inframundo.
En Atenas, para ser elegibles para salir en el sorteo, los ciudadanos se autoseleccionaban y se llevaba a cabo loterías en las máquinas llamadas kleroteria. Los magistrados asignados por sorteo generalmente brindaban su servicio por 1 año. Un ciudadano no podía tener ninguna magistratura en particular más de una vez en su vida pero podía tener otras magistraturas. Todos los ciudadanos masculinos de más de 30 años, no privados de sus derechos por atimia, eran elegibles. Aquellos seleccionados atravesaban unos exámenes llamados Dokimasia para evitar oficiales incompetentes. Raramente se descartaban ciudadanos seleccionados Los magistrados, una vez en su lugar, eran monitoreados constantemente por la Asamblea. Los magistrados tenían que rendir cuenta de su tiempo en el cargo una vez que se iban, a esto se llamaba euthynai. Sin embargo, cualquier ciudadano podía requerir la suspensión de un magistrado con suficientes razones.

### Lombardía y Venecia -sigloXIIalxviii
La brevia fue usada en la ciudad-estado de Lombardía durante los siglos xii y xiii y en Venecia hasta finales del siglo XVIII Unos hombres, elegidos al azar, hacían un juramento de que no actuarían bajo sobornos y eran elegidos como miembros del consejo. El dux de Venecia se determinaba a través de un complejo proceso de nominación, votación e insaculación.
El sorteo se utilizaba solo para seleccionar miembros de los comités que servían para nominar candidatos para el Gran Consejo. Se usaba una combinación de sorteo y elecciones en un proceso de múltiples etapas. La insaculación, a diferencia de lo que pasaba en Florencia y Atenas, no se usaba únicamente para seleccionar magistrados. El uso del sorteo para seleccionar nominadores hacía más difícil que sectas políticas ejercieran el poder y desanimaban la campaña. Reduciendo los planes secretos y los movimientos de poder dentro del Gran Consejo, la insaculación mantuvo la cohesión entre la nobleza veneciana, contribuyendo a la estabilidad de esta república. Las magistraturas superiores, generalmente permanecían bajo el control de las familias de élite.

### Corona de Aragón -sigloXIV
En la Corona de Aragón, desde mediados del siglo XIV, la insaculación se había aplicado total o parcialmente para la provisión de magistraturas municipales. Sin embargo, fueron los privilegios concedidos por Fernando II de Aragón (privilegios de 1498, ampliados en 1499), los que establecieron el sistema insaculatorio, primero en la Generalidad, luego en la ciudad de Barcelona y diversos municipios catalanes y más tarde se generalizó y extendió a otras corporaciones. La eficacia del sistema coincide con el descrédito de la elección mediatizada y no libre, motivo de partidismos locales y luchas intestinas en las ciudades. Por el decreto de Nueva planta (1716) se abolió el régimen de insaculación.
Este medio se usó mucho en Extremadura, Murcia y La Mancha y podía practicarse en cualquier pueblo donde se consideraba necesario por la autoridad política de la provincia para evitar los efectos de la rivalidad o ambición de los partidos o familias. La insaculación se decretaba de oficio o a instancia de parte y se hacía por el comisionado de la autoridad superior o por el vecindario con la intervención de aquel.
En la actualidad la insaculación se utiliza para la designación del diputado que ha de comenzar la votación en una sesión de investidura de Presidente del Gobierno de España. Además, también se utiliza en el procedimiento civil para la designación de peritos cuando las partes no han podido ponerse previamente de acuerdo en su nombramiento, o para que cada tribunal elija de unas listas al perito de oficio que actuará en un determinado caso. También es el método usado para la elección de 8 de los 14 miembros de la Junta Electoral Central, de entre los magistrados del Tribunal Supremo (art. 9 de la LO 5/1985, LOREG).

### Reino de Navarra - Edad Moderna
Este proceso es conocido en Navarra como inseculación siendo el juez inseculador la figura equivalente al comisario regio de la Corona de Aragón.
Tras la incorporación de Navarra a la Corona de Castilla se tiene constancia del uso de estas prácticas que, paradójicamente, tienen su origen en el vecino Aragón. A excepción de Pamplona se tiene noticia de su uso en más de 70 municipios navarros desde mediados del siglo XVI. Así en 1544 en Corella y en 1545 en Tudela instauran la insaculación «con el fin de evitar abusos y discordias según sus ordenanzas». A esta práctica se fueron sumando paulatinamente otro gran número de municipios de la Ribera de Navarra y del resto del Viejo Reino durante el resto de la Edad Moderna hasta el siglo XIX.